# JazzPunk
JazzPunk är ett musikalbum av den amerikanske musikern David Fiuczynski och är inspelad 2000.

## Låtlista
1. "Bright Size Life" (Pat Metheny) – 7:06
2. "Third Stone From the Sun" (Jimi Hendrix) – 5:59
3. "Prelude Opus 28 No. 4" (Frédéric Chopin) – 2:08
4. "Red Warrior" (Ronald Shannon Jackson) – 3:54
5. "African Game Fragment" (George Russell) – 1:47
6. "La Fiesta" (Chick Corea) – 8:17
7. "Starcrossed Lovers" (Duke Ellington, Billy Strayhorn) – 7:09
8. "Jungle Gym Jam" (David Fiuczynski, Tim Lefebvre, Zach Danziger) – 0:43
9. "Stars & Stripes Whenever" (J.P. Souza) – 3:57
10. "Hipgnosis" (Jack Walrath) – 6:19

## Medverkande
- David Fiuczynski — gitarr
- Fima Ephron — bas
- Daniel Sadownick — percussion
- Gene Lake — trummor
- Tim Lefebvre — bas
- Zach Danziger — trummor
- Billy Hart — trummor
- Santi DeBriano — bas
- Rufus Cappadocia — cello